# San Martino (Martina Franca)

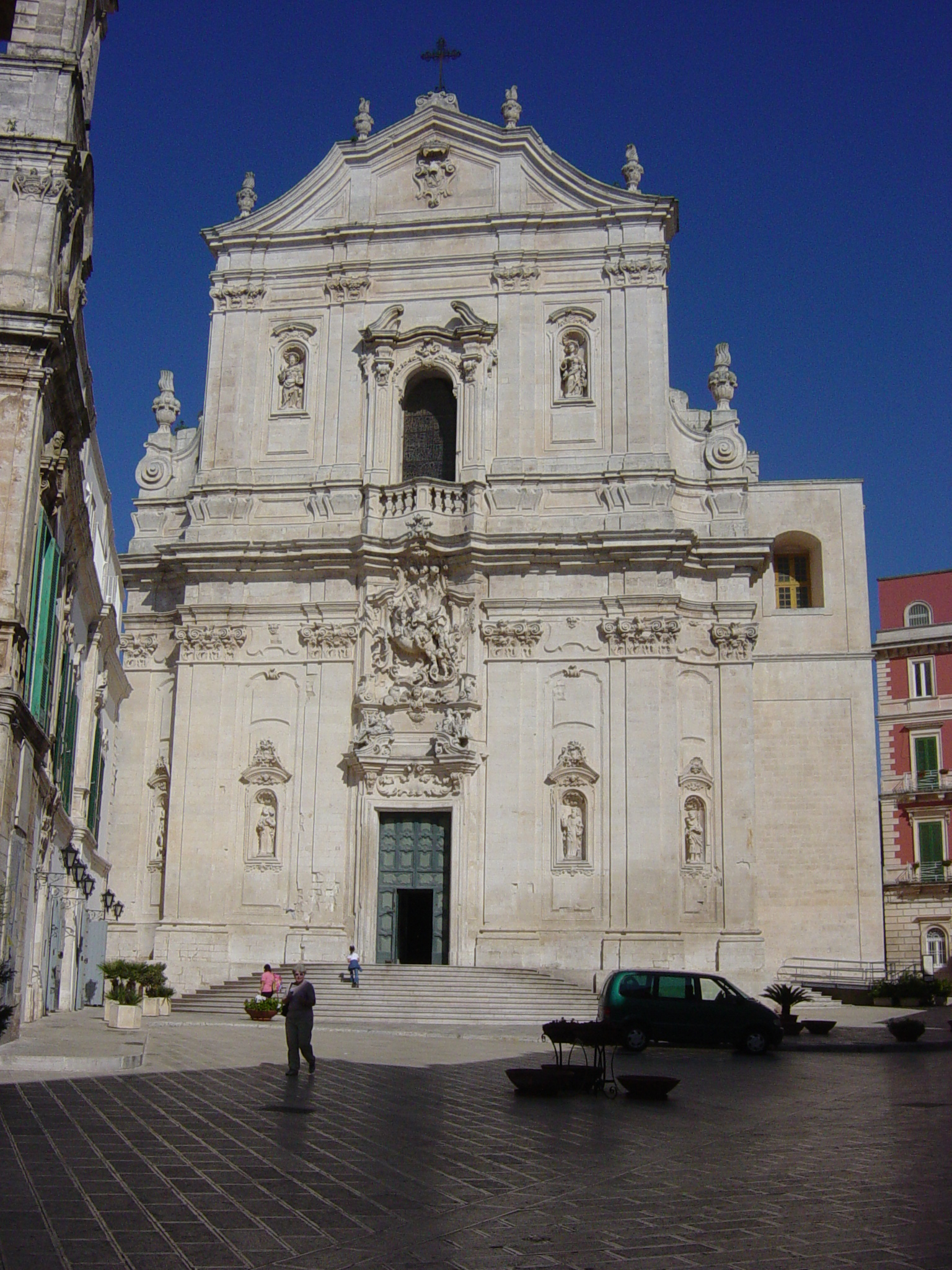
San Martino

San Martino ist die römisch-katholische Hauptkirche in Martina Franca, Italien. Die auch als Duomo bezeichnete Kirche des Erzbistums Tarent ist Martin von Tours gewidmet und trägt den Titel einer Basilica minor. Die barocke Kirche wurde im 18. Jahrhundert anstelle einer früheren romanischen Kirche errichtet, von der der Campanile erhalten ist. Blickfang der Fassade ist das Hochrelief des hl. Martin zu Pferde im Moment der Mantelteilung. Von der Innenausstattung sind der Hauptaltar von 1773 aus mehrfarbigem Marmor im Stil des Rokoko und die Sakramentskapelle bedeutsam.

## Geschichte

### Vorgängerkirche
Nach Überlieferungen soll es bereits im 10. Jahrhundert eine dem Heiligen von Tours gewidmete Kapelle gegeben haben. Die geostete Kirche aus dem frühen 14. Jahrhundert im romanischen Stil hatte einen basilikalen Grundriss mit drei Schiffen, deren dominantes Hauptschiff durch zwei Säulenreihen mit je acht Säulen von den schmaleren Seitenschiffen abgeteilt war. Ursprünglich waren nur der Glockenturm und die Sakristei an die architektonische Struktur am Ende der Südseite angebaut; im Laufe des 16. Jahrhunderts wurden zusätzliche Räume zur Vervollständigung gebaut. So wurde zwischen 1531 und 1544 wurde im rechten Flügel die Kapelle des Allerheiligsten Sakraments mit einem Eingang vom Kirchenschiff ergänzt. Nach ihrer Entwidmung wurde von 1577 und 1580 auf dem linken Flügel außer einer neuen Kapelle des Allerheiligsten Sakraments die Veitskapelle und das Haus der Bruderschaft des Allerheiligsten Sakraments samt Keller errichtet, wobei die Eingänge vom selben Flügel aus miteinander verbunden wurden. Im Jahr 1594 trugen die Innenwände der Kirchenschiffe, die zum Zeitpunkt der Errichtung der Kirche noch schmucklos waren, eine übermäßige Anzahl von Altären und Kapellen, die zumeist im 16. Jahrhundert von lokalen Adelsfamilien gestiftet worden waren.
Nach den Schäden durch das Erdbeben vom 20. Februar 1743 erfolgte die drastische Entscheidung zum Neubau.

### Rokokokirche

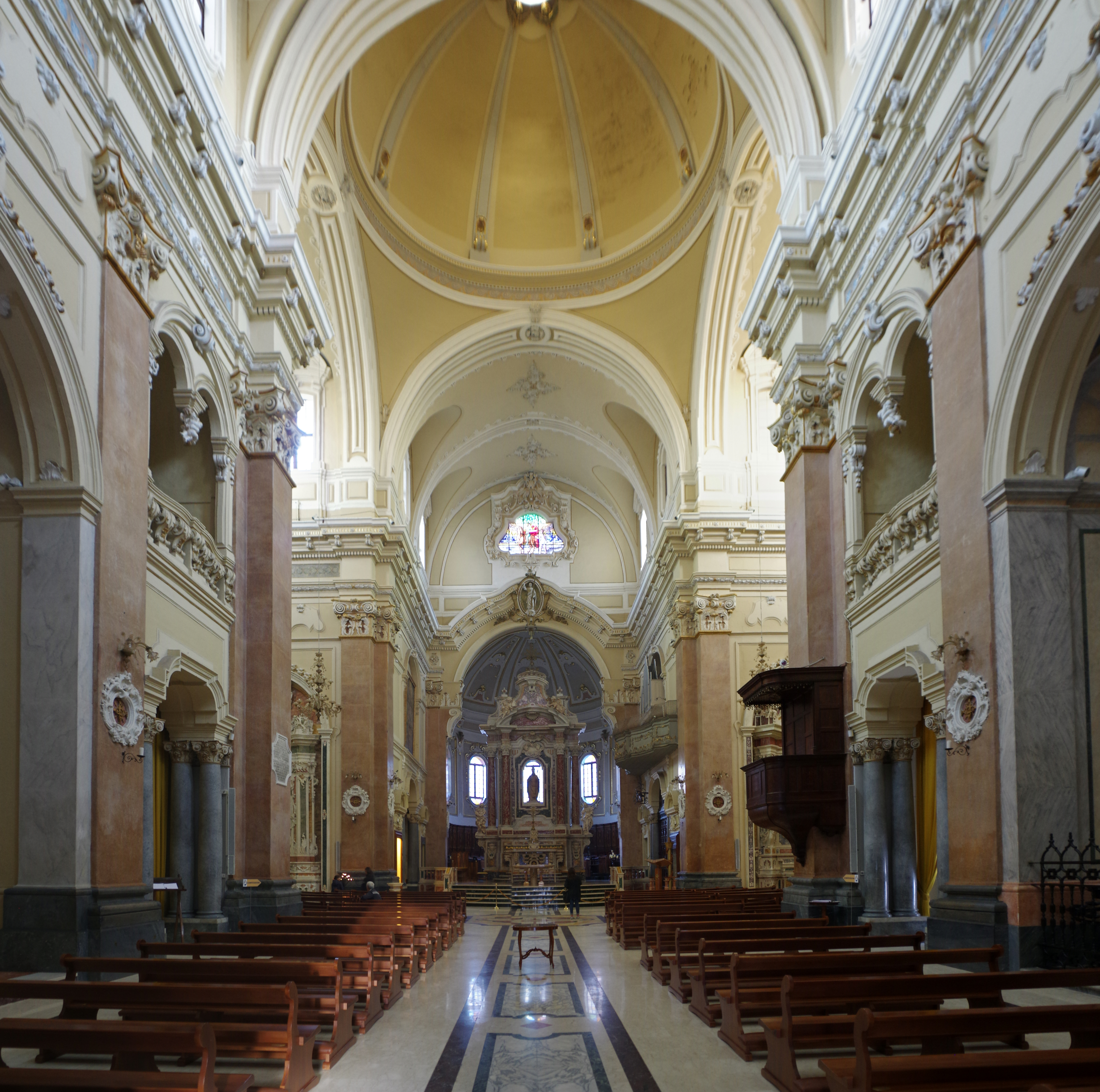
Innenraum

Am 21. September 1745 beschloss das Kapitel den Wiederaufbau der Pfarrkirche und benötigte finanzielle Hilfe. Nach der Genehmigung des Plans von Giovanni Mariani, einem aus Bergamo stammenden und in Martino eingebürgerten Ingenieur, ordnete das Kapitel den Abriss der vorderen Hälfte der Kirche an, wobei die andere Hälfte für Gottesdienste weiter genutzt wurde.
Die feierliche Grundsteinlegung fand am 5. Mai 1747 unter Francesco II. Caracciolo, Herzog von Martina, statt, die Segnung erfolgte durch Giovanni Rossi, Erzbischof von Tarent. Der Bau begann durch Handwerker der Familie Morgese aus Bari. Trotz des Todes des Ingenieurs Mariani am 22. Oktober 1747 setzte die Familie Morgese bis 1753 die Arbeiten an der Fassade zunächst fort, wobei sie die Ornamente, das zentrale Hochrelief und die Statuen schuf. Im Jahr 1752 waren der Aufriss, die Seitenwände und die Gegenfassade fertig gestellt. Mit dem 1753 ausgeführten Tonnengewölbe waren nun alle wesentlichen Strukturen der ersten Hälfte der Kirche fertiggestellt. Unmittelbar danach begann die zweite Phase der Arbeiten, die sich über ein Jahrzehnt hinzog, da der Bau von zwei großen Kapellen in den Armen des Kreuzes geplant war. Erst am 18. September 1761 beschloss das Kapitel, die Gottesdienste in die nahe gelegene Kirche Monte Purgatorio zu verlegen, da der Abriss der hinteren Hälfte der alten Kirche bevorstand.
Im Jahr 1763 wurden auch die wesentlichen Strukturen der zweiten Hälfte der Kirche fertiggestellt, so dass der Erzpriester Chirulli am 10. November, dem Vorabend des Patronatsfestes, die Einweihung des Gebäudes vornehmen konnte. Von 1764 bis 1775 wurden die restlichen Arbeiten wie die Apsis, die Altäre und der Fußboden ausgeführt. Einer der ersten Altäre wurde 1764 in der Geburtskapelle aufgestellt; im selben Jahr wurde die neue Orgel auf der Chorempore installiert.
Die Weihe der neuen Kirche wurde am 22. Oktober 1775 vom Bischof von Venafro, Francesco Saverio Stabile, einem Mitbürger und ehemaligen Kanoniker der Stiftskirche, vollzogen. Zur Erinnerung an dieses Ereignis wurde eine Gedenktafel an der Säule des Kirchenschiffs hinter der linken Seitentür angebracht.
Die geistlichen Prioren des Ordens vom Allerheiligsten Sakrament wollten auf eigene Kosten ein weiteres großes, eigenständiges und majestätisches Gebäude errichten. Die Kapelle des Allerheiligsten Sakraments, die zwischen 1776 und 1785 erbaut wurde, hat einen monumentalen Eingang vom Chor aus.
Am 22. April 1998 erhob Papst Johannes Paul II. die Kirche San Martino zur Basilica minor, nachdem er bereits am Sonntag, dem 29. Oktober 1989, die Stadt Martina Franca besucht hatte.

## Beschreibung
Die heutige Saalkirche mit dem Grundriss eines lateinischen Kreuzes hat eine äußere Länge von 52,6 Metern bei einer Breite von 36 Metern. Die einschiffige Kirche mit einer Vierungskuppel wird durch eine Reihe von 25 Fenstern unterschiedlicher Größe beleuchtet: 16 rechteckige Fenster in den Lünetten der Gewölbe über dem breiten Gesims, das sich über die gesamte Länge der Seitenwände erstreckt; fünf ovale Fenster in der Apsis; vier Fenster mit Glasmalerei, nämlich das in der Loggia der Fassade, das im Chorbogen und die beiden Seitenfenster am Altar des Allerheiligsten. Hinzu kommen noch die vier Fenster der Kuppellaterne und die zahlreichen kleineren Fenster der Kapelle des Allerheiligsten.
Die Kirche besitzt zwölf Altäre: vier in den gewölbten Kapellen, die sich im Kirchenschiff zwischen dem Hauptportal und den Nebentüren befinden, sechs in den Seitenflügeln sowie der Hochaltar und der Kapellenaltar.
Bis etwa 1900 wurde die Kirche außen gekalkt; erst im Jahr 1900 wurden die Wände gestrichen und mit poliertem Stuck verziert. Im selben Jahr wurden vier Lünetten im Querschiff auf beiden Seiten der gegenüberliegenden Mittelfenster und zwei Lünetten über dem Hauptbogen mit Motiven aus dem Leben des hl. Martin in Tempera ausgemalt, die später in den 1950er Jahren verdeckt wurden.

### Fassade

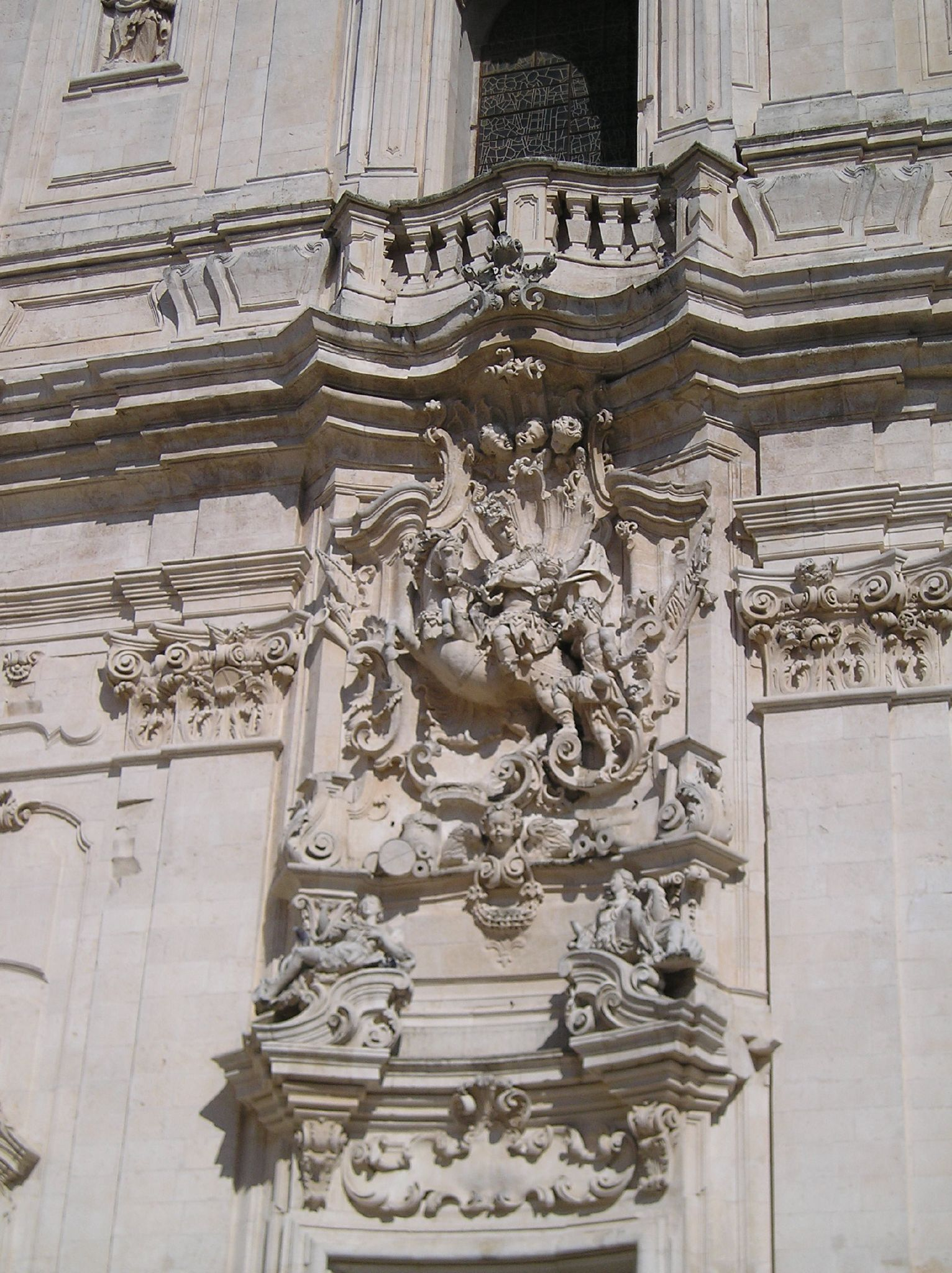
Martinsrelief

Die Fassade erhebt sich etwa 37 Meter hoch  über einen 24 Meter breiten Sockel, der von einer halbrunden Treppe mit elf Stufen eingenommen wird. Die Fassade ist durch ein breites Gesims in zwei übereinander liegende Ordnungen geteilt. Die untere Reihe wird von sechs Pilastern gegliedert, die in römisch-ionischen Friesen als Kapitelle enden, und weist unten vier Nischen mit Marmorstatuen auf, die Johannes den Täufer und Petrus (links) sowie Paulus und Josef (rechts) darstellen. In der Mitte der unteren Reihe befindet sich das Hauptportal mit Architrav und unterbrochenem Tympanon, auf dem zwei Engel und das Hochrelief mit der Darstellung der Episode von St. Martin und dem armen Mann zu sehen sind.
Die obere Ordnung, die sich auf 18 Meter verengt, ist durch vier Pilaster gegliedert und betont die zentrale Bogenloggia mit Balustrade und gebrochenem Giebel, an deren Seiten sich zwei Nischen befinden, in denen Statuen der heiligen Comasia und Martina stehen. Die Fassade schließt mit einem gemischten Tympanon ab, in dem vier Zierfackeln und die Basis des Eisernen Kreuzes angebracht sind. In der Mitte des Giebels befindet sich das Wappen, das den Heiligen von Tours darstellt.

### Glockenturm
Der Glockenturm der alten Kirche ist in das rechte Querschiff integriert worden. Es lassen sich zwei Arten von Anordnungen unterscheiden, die erhalten geblieben sind. Der untere Teil hat zugemauerte einbogige Fenster, der obere Teil ist der Glockenstuhl.

## Ausstattung

### Gegenfassade und Baptisterium
Auf beiden Seiten des Hauptportals öffnen sich zwei Kammern im Mauerwerk, die zwei kleine Kapellen bilden. Auf der linken Seite befand sich während des gesamten 19. Jahrhunderts ein hölzerner Sitz, der später durch eine Tafel mit dem lateinischen Text der Erhebung zur Basilica minor ersetzt wurde. Auf der rechten Seite befindet sich das Baptisterium, das 1773 von Crescenzo Trinchese errichtet wurde. Die Nische des Taufbeckens weist verschiedene Elemente aus weißem Marmor und fein gearbeitete Reliefs auf. In der Mitte befindet sich das Taufbecken mit einer achteckigen Struktur in Form einer Säule, die elegant mit floralen Motiven verziert ist und mit einer Skulpturengruppe der Taufe Jesu abschließt. Eine Gedenktafel mit einer langen Widmungsinschrift im Nischenaufsatz und ein kleines Bronzetor in der Balustrade vervollständigen das Bild.
Im oberen Teil der Gegenfassade, über dem Hauptportal, befindet sich ein historisierendes Glasfenster von Marcello Avenali aus dem Jahr 1956, das die Legende der Befreiung Martinas von den Cappelletti darstellt[13].

### Hochaltar

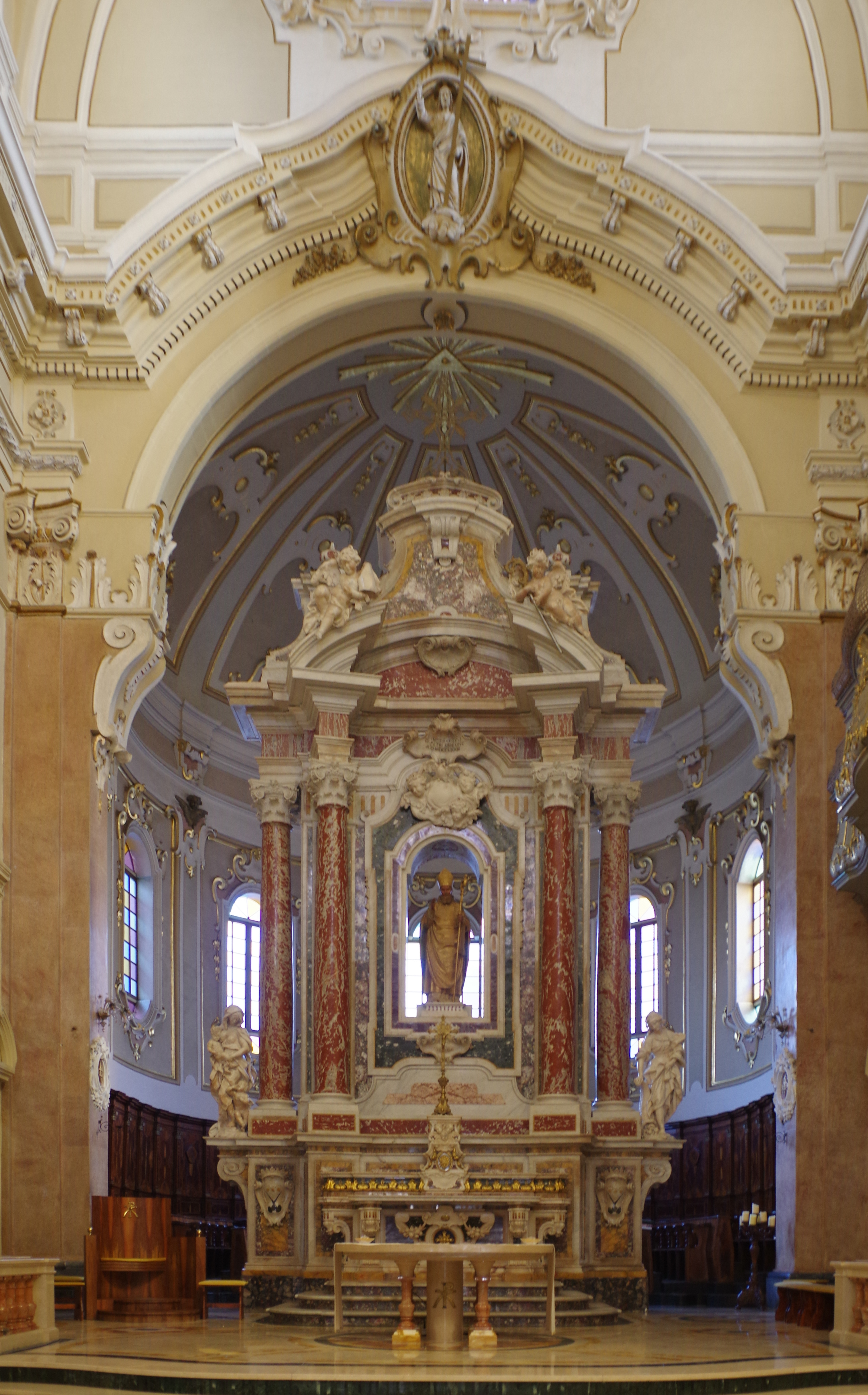
Hochaltar

Unter dem Chorbogen erhebt sich der monumentale Hauptaltar aus polychromem Marmor, der 1773 errichtet wurde. Die harmonische Gestaltung des Komplexes zeigt klassizistische formale Lösungen, die in der künstlerischen Sprache des späten Rokokos gelöst sind. Auf dem Altarsockel erheben sich vier Säulen mit reich verzierten Kapitellen.
Weitere wertvolle dekorative Elemente sind die skulptierten Engel an den Seiten des Giebels, der prächtige Rahmen der Nische mit einem Hochrelief und einer Inschrift darüber sowie die beiden großen Statuen aus weißem Marmor auf den Hörnern: die linke zeigt eine Frau mit einem Baby an der Brust und einem weiteren, das an ihrem Gewand befestigt ist, Nächstenliebe; die rechte eine junge Frau, die sich auf dem Ende einer hornförmigen Vase voller Früchte ausruht, Überfluss. In einer allegorischen Perspektive könnten sie auf den hl. Martin, den Retter des Nächsten, bezogen werden. Die 195 cm große Statue des hl. Martin aus polychromem Stein, die in der Altarnische steht, ist dieselbe, die in der alten Kirche verehrt wurde und von Stefano da Putignano im Jahr 1518 geschaffen wurde. Der Heilige mit Mitra und Bischofsstab ist in päpstlicher Kleidung und in segnender Haltung dargestellt.
An der Spitze des Triumphbogens befindet sich der segnende Christus als Hochrelief; das oberhalb liegende Chorbogenfenster mit dem heiligen Martin und dem armen Mann ist ein Werk der Mailänder Schule für sakrale Kunst Beato Angelico aus dem Jahr 1956.

### Kapelle des Allerheiligsten Sakraments

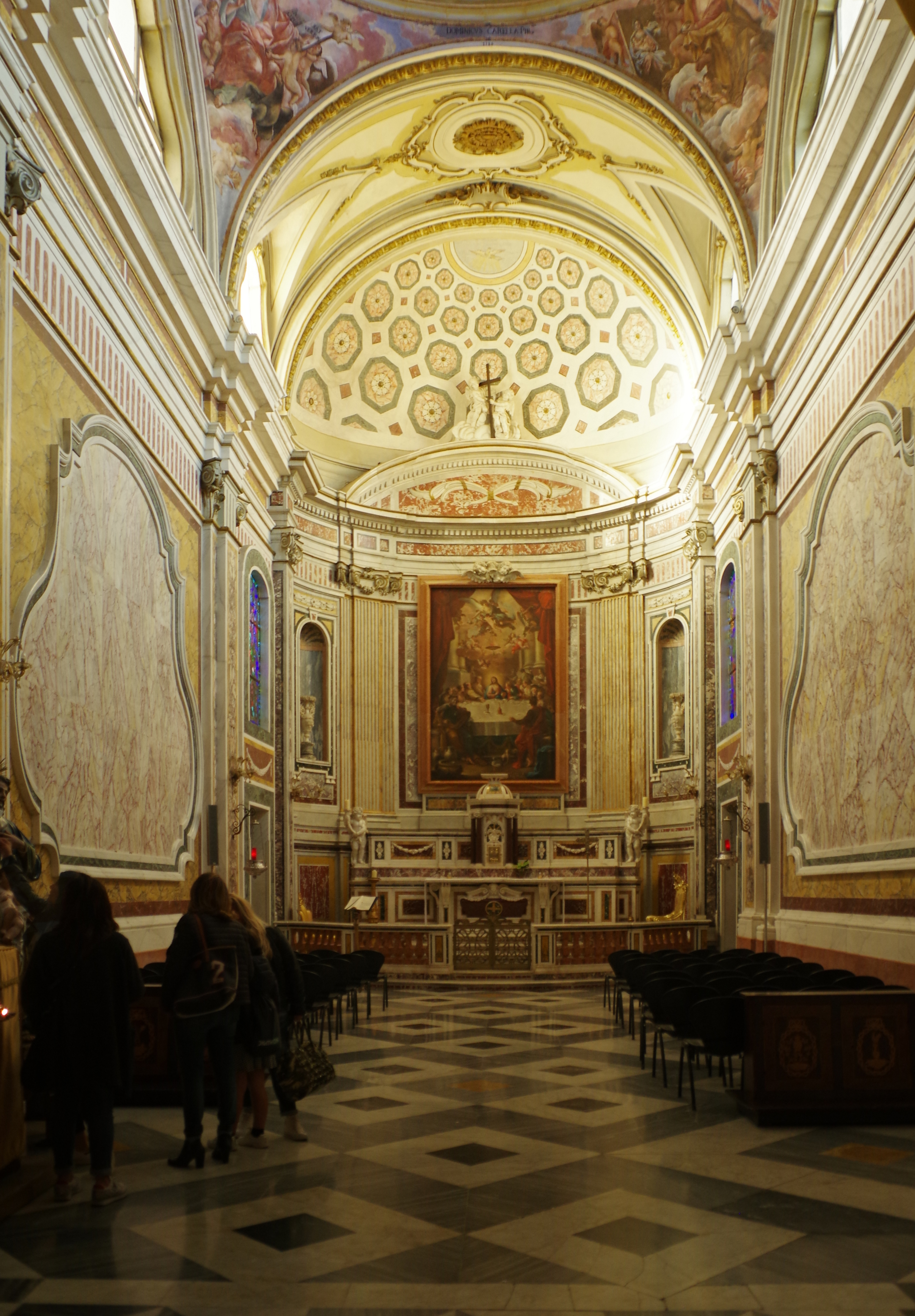
Sakramentskapelle

Vom Chor aus gelangt man durch ein großes Portal, das architektonisch nach dem Vorbild der kleinen Tür auf der gleichen Seite des Kirchenschiffs gestaltet ist, in die größte Kapelle der Martinsbasilika, die dem Allerheiligsten geweiht ist. An den geschlossenen Seiten befinden sich zwei Gedenktafeln: die linke erinnert an den Bau des ersten und zweiten Altars (1786 und 1802); die rechte greift den Text an der Gegenfassade der Kirche auf. Von künstlerischem Interesse ist der hölzerne Almosenkasten mit der Darstellung der Niederkunft Christi links vom Eingang.
In den Hängezwickeln der Kuppel malte Domenico Antonio Carella 1785 die Evangelisten in Tempera, die später 1844 restauriert wurden, wie die Inschriften des Tambours bezeugen. Sie sitzen auf Wolken zwischen Engeln und werden in verschiedenen Positionen dargestellt: Matthäus zeigt mit seiner rechten Hand auf das Buch, das er geschrieben hat; Johannes schreibt sein Evangelium, mit dem Adler darunter; Lukas malt das Bild der Jungfrau; Markus hält sein Buch, mit dem Löwen daneben. Die malerischen Ornamente der Kuppel stammen ebenfalls vom selben Maler.
Der architektonische Komplex des Altars des Allerheiligsten Sakraments wurde von Raimondo Belli über mehrere Jahre hinweg realisiert. Es zeigt in all seinen Teilen den Zusammenhalt des Modells, Finesse und Genauigkeit, Eigenschaften, die an den klassizistischen Stil erinnern. Die wichtigsten dekorativen Elemente, die alle aus weißem oder polychromem Marmor bestehen, sind die Skulpturengruppe der Putten, die das Kreuz halten, die Balustrade mit dem Bronzetor, die beiden Engel auf den Altarhörnern und der Tabernakel in Form eines kleinen Tempels.
In der Marmortafel über dem Altar befindet sich das große Altarbild des letzten Abendmahls. Hinter einem großen ovalen Tisch segnet Christus das Brot, umgeben von den Aposteln; im linken Vordergrund wendet Judas ihm den Rücken zu; darunter stehen Krüge und ein Hund, der die Teller ableckt. Hinter den Gästen bewegen sich Diener zwischen den Säulengängen, während Engelsschwärme im Flug die Vorhänge und eine große Lampe hochhalten. Zu beiden Seiten des Altars befinden sich Buntglasfenster an den Türen der kleinen Sakristei und des heutigen Kapitelsaals.